# خويفيرة ذنبية
خويفيرة ذنبية (الاسم العلمي:Koeleria caudata) هي نوع من النباتات تتبع جنس الخويفيرة من الفصيلة النجيلية. تم وصف هذا النوع من النبات علمياً لأول مرة من قبل بيير إدمون بواسييه سنة 1838.